# 劇団MOTHER
劇団MOTHER（げきだんマザー）は、かつて存在した日本の劇団。演劇ユニット「売名行為」を母体に1991年から活動していたが、2002年に10周年を終えた公演「ロング・ディスタンス」をもって解散。

## 所属していた俳優・スタッフ
- 升毅（主宰）
- 牧野エミ
- 佐々木保典
- 宮吉康夫
- 河野三香
- 奥濱恵子
- 名村多美子
- 久野麻子
- 木村美月
- 西村健
- 垂水徹
- 赤松紀子
- 平井圭子
- 三島嘉崇
- 前出奈津子
- 飯嶋光春
- 合田朱利
- 工藤かおり
- 平尾なつみ
- 松葉智子
- 宮川幸子
- 山下貴子
- 青山美加
- 北村守
- 瀧澤和孝
- 福田将就
- 福山亜弥
- 室井昌也
- 伊東妙子
- 後藤仁
- 寺内史恵
- 阿川領一
- 井上修次郎
- 奥田義人（加藤虎ノ介）
- 片野晃
- ますもとたくや
- 萬谷真之
- 高倉良文
- 河合綾子
- 宮村陽子
- 村木宏太郎
- 清水順二
- 鈴木隆
- 住田圭子
- 平松一範
- 杉原櫻子
- 湯田昌次
- 奥村亜紀
- 松利光

-------------------
G2
山崎総司

## 作品
1991年
- 45回転の神様～シナプスより愛をこめて～

1992年
- MOTHER BOOTLEG #1
- MOTHER#2 プラシーボ・デパート
- MOTHERプロデュース こどもの一生
- MOTHER BOOTLEG #2 MONOLOGUE

1993年
- MOTHER#3 FRACTAL MEMORY
- MOTHER BOOTLEG #3 アイ・ガット・マッスン　脚本/吉井三奈子　演出/G2
- MOTHER#4 ジャンキー・スクエア　脚本/東野博昭　演出/G2

1994年
- MOTHER#5 DEEP BLUE　脚本・演出/G2
- GO!GO! MOTHER!! Aプロ 東京バナナ　脚本/東野博昭　演出/G2
- GO!GO! MOTHER!! Bプロ アイ・ガット・マッスン　脚本/吉井三奈子　演出/G2
- GO!GO! MOTHER!! Cプロ 行方不明同好会　脚本/桝野幸宏　演出/升毅
- GO!GO! MOTHER!! Dプロ MOTHER#6 ヒラニプラ　脚本・演出/G2

1995年
- MOTHER#7 クラウド・バスター 〜吸血鬼は彗星の夜に〜　脚本・演出/G2
- MOTHERプロデュース プラシーボ・デパート　脚本/東野博昭　演出/G2
- MOTHER#8 ジャングル　脚本/東野博昭・桝野幸宏・藤田昌幸・鮫肌文殊・近藤洋行・G2　演出/G2・升毅・牧野エミ・関秀人

1996年
- MOTHER#9 ONLY ME,NOBODY ELSE　脚本・演出/G2
- MOTHERプロデュース  LA! LA! LA! LABYRINTH!!　脚本/G2・近藤洋行・MOTHER　構成・演出/G2・升毅

1997年
- MOTHER#10 ジャンキー・スクエア　原案/東野博昭　脚本/東野博昭・後藤ひろひと・近藤洋行・山名宏和・G2　演出/G2
- MOTHER#11 やわらかな壁

1998年
- MOTHER#12 PERFECT LIVES
- MOTHER#13 SHYBAN
- MOTHER#14 DEEP BLUE

1999年
- MOTHER#15 HOSPITAL
- MOTHER#16 プラスチック・ヘブン

2000年
- ALL AROUND MOTHER 2000 スイート・フラジャイル
- ALL AROUND MOTHER 2000 SHYBAN
- ALL AROUND MOTHER 2000 プラシーボ・デパート
- ALL AROUND MOTHER 2000 ジャンキー・スクエア

2001年
- MOTHER#17 インビジブル・タッチ
- MOTHER#18 クラウド・バスター

2002年
- MOTHER#19 LONG DISTANCE